# Infeccions laboratorials
Les Infeccions laboratorials o infeccions adquirides al laboratori (Laboratory adquired Infections, acrònim anglés, LAI) es defineixen com aquelles infeccions simptomàtiques o asimptomàtiques, que són contretes a través d'activitats de laboratori o per estar al laboratori, com a resultat del treball amb organismes infecciosos (Kimman et al., 2008; Sewell, 1995; Sulkin, 1961). En certa manera suposen el fracàs de les mesures de bioseguretat i biocontenció implantades, encara que això es degui a una deficient praxi d'un treballador (el que hauria fracassat és el nostre sistema d'entrenament i supervisió, llavors). Recordem que en un nombre molt alt d'accidents i incidents la “culpa” no és del treballador si no dels sistemes organitzatius, de formació i dels procediments implantats.
Es porten ja comptabilitzats prop de 5.000 casos amb unes 200 morts, però les LAIs estan disminuint des dels 90s del segle passat, possiblement per una millora en les instal·lacions i materials de contenció i també en els protocols de bioseguretat (Collins i Kennedy, 1999). A més s'ha observat una forta disminució dels casos deguts a la formació d'aerosols infecciosos, mentre es manté la incidència dels talls, punxades d'agulles i esquitxades; i un desplaçament dels principals patògens implicats passant de Brucella spp, Coxiella burnetii, Salmonella typhi i Francisella tularensis, seguit de Mycobacterium tuberculosis abans dels anys 80 a Mycobacterium tuberculosis, arbovirus, Coxiella burnetii, Hantavirus i Brucella spp, des dels anys 80 fins a l'actualitat.
Si el microorganisme existeix en el laboratori però no en la comunitat, podem estar relativament segurs del focus i etiquetar la infecció d'un treballador com LAI; però, si el microorganisme també està present en la comunitat, l'origen de la infecció ja no és tan fàcilment identificable. Per exemple, a Bèlgica, el 1995, els treballadors de laboratori van mostrar una incidència de tuberculosi 5,4 vegades superior a la població general (Ronveaux et al., 1997), valors que també s'han trobat en altres països (Àustria, Alemanya, Gran Bretanya, Japó) (Collins i Grange, 1999). El risc mitjà anual de seroconversió (mesurat per la prova de la tuberculina) és del 1,0% al Canadà (Menzies et al., 2003) en els treballadors de laboratori, molt més alta que la de la població general. Un altre exemple, a Turquia està molt estes el virus de febre hemorràgica Crimea-Congo (VFHCC, o CCHFV en anglès). Un treballador d'un centre de recerca o diagnòstic li podria costar molt de demostrar que la infecció que està patint l'ha agafada al centre i no fora d'ell, ja que la prevalença entre la població “normal” és alta.
No es té una idea clara del que està realment succeint, ja que no hi ha requeriment legal de declaració de les LAIs amb excepció del Regne Unit i ara als EUA per tot aquells que hi treballin amb microorganismes dins FSAP (Federal Select Agents Program); hem de comptar amb una forta subestimació des del moment que molts treballadors no ho fan per por de ser sancionats, i una bona part de les infeccions procedeixen de forma subclínica i només es poden traçar si es fan proves serològiques periòdiques als treballadors. Cal sumar a tot això que algunes infeccions requereixen d'un llarg període d'incubació abans de manifestar-se, amb la qual cosa es fa difícil enllaçar la malaltia amb l'incident del laboratori, si n'hi va haver.
Un altre focus important de LAIs són aquelles associades amb la manipulació i treball amb animals d'experimentació. Hem de tenir present que sempre hi ha un risc de transmissió (infeccions zoonòtiques) a partir d'animals aparentment sans, no inoculats experimentalment. Un clar exemple el tenim en les prop de 230 infeccions per hantavirus (2/3 simptomàtiques, 1/3 asimptomàtiques) en investigadors que creien treballar amb rosegadors no infectats. L'adopció d'unes mesures mínimes; guants, indumentària de laboratori, protecció respiratòria, és altament recomanable. Aquestes mesures de bioseguretat passen a ser obligatòries quan es treballa amb animals inoculats experimentalment, sempre que els patògens inoculats siguin zoonòtics i s'hagi descrit transmissió aerògena.
Un incident que pot derivar en una LAI no s'ha d'amagar. Únicament amb confiança entre totes les parts es poden minoritzar els riscos i les conseqüències. En tots els casos, però, tindrem d'assumir un cert grau d'impredictibilitat.